# Gaspare Fodiga
Gaspare Fodiga (* um 1575 in Mesocco; † 1624 in Chęciny) war ein Schweizer Architekt und Bildhauer.

## Biografie
Gaspare Fodiga heiratete Zuzanna Grodzanovi. Von Mesocco aus, wo er bis 1596 bezeugt ist, ging er mit seinem Bruder Sebastian nach Polen, wo er zunächst als Architekt und Bildhauer in den Diensten des Fürsten Mikolaj Radziwill arbeitete. Als Leiter einer bedeutenden Marmor- und Bildhauerwerkstatt in Checiny war er einer der wichtigsten Verbreiter der proto-barocken Formen in Polen.
Zu seinen Werken, bei denen es sich meist um Grabdenkmäler handelte, gehören die Kapelle der Familie Padniewski in Pilica (1601), das Rathaus in Szydłowiec (1602–1608), die Branicki-Kapelle in Checiny (1605–1607), die Roszkowski-Gräber in Zerkow (um 1613) und das Grabmal von Nikodem Kossakowski in Lomza (vor 1618). Im Jahr 1614 vollendete Fodiga seine eigene Grabkapelle, die als sein Meisterwerk gilt.